# Challenger de Bérgamo
EL Internazionali Trofeo Lame Perrel–Faip es un torneo profesional de tenis. Pertenece al ATP Challenger Series. Se juega desde el año 2006 sobre pistas duras, en Bérgamo, Italia.

## Palmarés[1]

### Individuales
| Año  | Campeón                           | Finalista                         | Resultado                               |
| ---- | --------------------------------- | --------------------------------- | --------------------------------------- |
| 2021 | Holger Rune                       | Cem İlkel                         | 7–5, 7–6(6)                             |
| 2020 | Illya Marchenko vs. Enzo Couacaud | Illya Marchenko vs. Enzo Couacaud | Cancelado debido a la pandemia COVID-19 |
| 2019 | Jannik Sinner                     | Roberto Marcora                   | 6–3, 6–1                                |
| 2018 | Matteo Berrettini                 | Stefano Napolitano                | 6–2, 3–6, 6–2                           |
| 2017 | Jerzy Janowicz                    | Quentin Halys                     | 6–4, 6–4                                |
| 2016 | Pierre-Hugues Herbert             | Egor Gerasimov                    | 6–3, 7–65                               |
| 2015 | Benoît Paire                      | Aleksandr Nedovyesov              | 6–3, 7–63                               |
| 2014 | Simone Bolelli                    | Jan-Lennard Struff                | 7–66, 6–4                               |
| 2013 | Michał Przysiężny                 | Jan-Lennard Struff                | 4–6, 7–65, 7–65                         |
| 2012 | Björn Phau                        | Alexander Kudryavtsev             | 6-4, 6-4                                |
| 2011 | Andreas Seppi                     | Gilles Muller                     | 3-6, 6-3, 6-4                           |
| 2010 | Karol Beck                        | Gilles Muller                     | 6-4, 6-4                                |
| 2009 | Lukáš Rosol                       | Benedikt Dorsch                   | 6-1, 4-6, 7-6                           |
| 2008 | Andreas Seppi                     | Julien Benneteau                  | 2-6, 6-2, 7-5                           |
| 2007 | Fabrice Santoro                   | Simone Bolelli                    | 6-2, 6-1                                |
| 2006 | Alex Bogdanovic                   | Simone Bolelli                    | 6-1, 3-0 ret.                           |

### Dobles
| Año  | Campeón                              | Finalista                            | Resultado         |
| ---- | ------------------------------------ | ------------------------------------ | ----------------- |
| 2021 | Zdeněk Kolář Jiří Lehečka            | Lloyd Glasspool Harri Heliövaara     | 6–4, 6–4          |
| 2019 | Zdeněk Kolář Julian Ocleppo          | Luca Margaroli Andrea Vavassori      | 6–4, 6–3          |
| 2019 | Laurynas Grigelis Zdeněk Kolář       | Tomislav Brkić Dustin Brown          | 7–5, 7–6 (7)      |
| 2018 | Scott Clayton Jonny O'Mara           | Laurynas Grigelis Alessandro Motti   | 5–7, 6–3, [15–13] |
| 2017 | Julian Knowle Adil Shamasdin         | Dino Marcan Tristan-Samuel Weissborn | 6–3, 6–3          |
| 2016 | Ken Skupski Neal Skupski             | Nikola Mektić Antonio Šančić         | 6–3, 7–5          |
| 2015 | Martin Emmrich Andreas Siljeström    | Błażej Koniusz Mateusz Kowalczyk     | 6–4, 7–5          |
| 2014 | Karol Beck Michal Mertiňák           | Konstantin Kravchuk Denys Molchanov  | 4–6, 7–5, [10–6]  |
| 2013 | Karol Beck Andrej Martin             | Claudio Grassi Amir Weintraub        | 6–3, 3–6, [10–8]  |
| 2012 | Jamie Delgado Ken Skupski            | Martin Fischer Philipp Oswald        | 7–5, 7–5          |
| 2011 | Frederik Nielsen Ken Skupski         | Michail Elgin Alexander Kudryavtsev  | w/o               |
| 2010 | Jonathan Marray Jamie Murray         | Karol Beck Jiří Krkoška              | 1-6, 7-6, [10-8]  |
| 2009 | Karol Beck Jaroslav Levinsky         | Chris Haggard Pavel Vízner           | 7-66, 6-4         |
| 2008 | Simone Bolelli Andreas Seppi         | James Cerretani Igor Zelenay         | 6-3, 6-0          |
| 2007 | Jerome Haehnel Jean-René Lisnard     | Kenneth Carlsen Frederik Nielsen     | 6-3, 2-6, [10-4]  |
| 2006 | Daniele Bracciali Giorgio Galimberti | Christopher Kas Philipp Petzschner   | 6-4, 0-6, [13-11] |